# João Baptista Vieira Godinho
João Baptista Vieira Godinho (* 1742 in Mariana, Minas Gerais, Brasilien; † 13. Februar 1811 in Bahia, Brasilien) war ein portugiesischer Militär und Kolonialverwalter.

## Leben
Godinho stammte aus der portugiesischen Kolonie Brasilien. Ab 1774 diente er im Artillerieregiment in Goa.
Zwischen 1785 und 1788 war Godinho Gouverneur von Portugiesisch-Timor. Er versuchte, das Monopol, dass sich chinesische Händler aus Macau mit Timor aufgebaut hatten, zu brechen, da dadurch der portugiesische Handel unprofitabel geworden war. Godinho befürwortete daher den freien Handel zwischen Timor und dem kolonialen Zentrum Portugals in Asien in Goa, statt die benötigten Waren aus dem niederländischen Batavia zu importieren. 1785 hatte der Gouverneur, zumindest nominell, die Hoheit über die Handelszölle in Portugiesisch-Timor erhalten. An der Nordküste entstanden mehrere Zollstationen, die auch den Besitzanspruch der Portugiesen dokumentierten. Durch die Handelserleichterungen siedelten sich nun vermehrt auch portugiesische und armenische Familien an.
Godinho gelang es die seit 1777 laufende Rebellion von Luca, den sogenannten „Krieg der Verrückten“, niederzuschlagen. Ebenfalls im ersten Jahr seiner Amtszeit konnte Godinho 1785 den Topasse-Führer Pedro da Hornay auf Solor zu einer Rückkehr unter die Oberhoheit Portugals zu bewegen. Dafür wurde Hornay der Titel und Status eines Generalleutnants (tenente general) garantiert, ebenso dessen Neffen Dom Constantino do Rosario, dem König von Solor. Damit fielen Oe-Cusse mit der alten Kolonialhauptstadt Lifau und die Insel Solor wieder an Portugal. Pedro da Hornay ging aufgrund des Bündnisses mit Godinho militärisch gegen die Niederländer im Westen Timors vor, was aber zu diesem Zeitpunkt vom Vizekönig von Goa nicht gutgeheißen wurde. Der allgemein als fähiger Gouverneur angesehene Godinho wurde vorzeitig abberufen. Ein Schritt, den Goa später bedauerte.
Nach seinem Dienst auf Timor wurde Godinho Brigadegeneral in Bahia, ab 1810 Generalleutnant. Vom 27. Mai 1809 bis zum 30. September 1810 war Godinho Mitglied einer Junta, die die Regierung im brasilianischen Bahia bildete.

## Belege
- Geoffrey Gunn: History of Timor – Technische Universität Lissabon (PDF-Datei; 805 kB)